# Journal of Computational Mathematics
Journal of Computational Mathematics is een internationaal, aan collegiale toetsing onderworpen wetenschappelijk tijdschrift op het gebied van de numerieke wiskunde. De naam wordt in literatuurverwijzingen meestal afgekort tot J. Comput. Math. Het wordt uitgegeven door Global Science Press en gesponsord door de Chinese Academie van Wetenschappen. Het tijdschrift is opgericht in 1983 en verschijnt 6 keer per jaar.